# Foc de la Bisbal

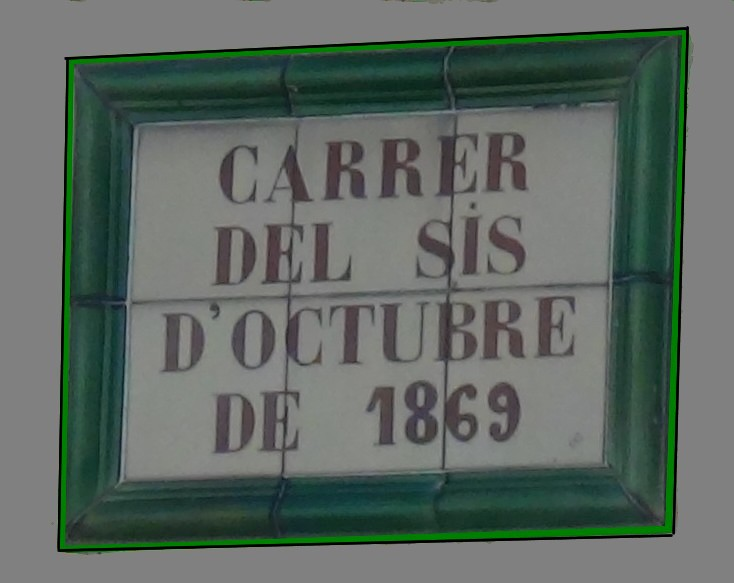
Placa del carrer 6 d'octubre de la Bisbal d'Empordà

El foc de la Bisbal o Fets del 6 d'octubre fou l'enfrontament més important ocorregut durant l'aixecament federalista de 1869 i que va tenir lloc a la Bisbal d'Empordà el 6 d'octubre de 1869. S'hi enfrontaren les tropes del governador militar de Girona i una partida armada republicana d'uns dos mil homes que s'havien fet forts a la ciutat. La majoria dels efectius republicans eren menestrals de la indústria surera.

## Context
L'any 1868 va ser destronada Isabel II i la nova monarquia constitucional, liderada per Amadeu I d'Espanya, no tenia acceptació i el país vivia convuls, un període que s'ha anomenat el Sexenni Revolucionari que va durar fins a la instauració de la I República l'any 1874. Francesc Sunyer Capdevila (Roses, 1828-1898), el dia 3 d'octubre de l'any 1869 a Figueres es va proclamar la constitució d'una junta revolucionària que dirigiria Pere Caimó Bascós (Sant Feliu de Guíxols, 1819-1878) del Partit Republicà Democràtic Federal. Defensaven un model polític semblant al dels Estats Units d'Amèrica.
La consigna que van rebre va ser la d'anar a ocupar la ciutat de Girona passant per la Bisbal d'Empordà on es concentrarien quatre companyies formades per 400 homes procedents de Sant Feliu de Guíxols, Castell d'Aro, Calonge, Palamós, Llagostera, Cassà de la Selva i Fenals.

## Els fets
Després de la proclama de Figueres feta per Francesc Sunyer i Capdevila el 3 d'octubre de 1869, es va constituir una Junta Revolucionària dirigida pel diputat per Girona del Partit Republicà Democràtic Federal Pere Caimó i Bascós, que el 4 d'octubre va proclamar la República Democràtica Federal.
El ministre de la Governació assabentat que el dia 6 d'octubre de 1869 es volia dur a terme un acte d'insurrecció contra el govern monàrquic i que diverses tropes passarien per La Bisbal va donar instruccions al Governador de la província de Girona perquè aquestes fossin transmeses a l'alcalde de La Bisbal que aquest va convocar-lo el dia 2 d'octubre de 1869 per anar a parlar amb ell a Girona.
El batlle en tornar a la ciutat proposar fer una reunió urgent amb tots els regidors l'endemà, dia tres a les tres de la tarda. Els va informar de les indicacions rebudes i entre elles una de les coses que havien de fer era reunir a voluntaris de la Llibertat de la vila.
Assabentades d'aquest propòsit les tropes governamentals sota el comandament del General Crespo van formar una columna de militars i es van dirigir a La Bisbal per impedir que els republicans poguessin avançar. Sota el crit de: “Nois, foc!”, s'inicià la batalla el dia 6 d'octubre de 1869. El dia 6 d'octubre les tropes governamentals atacaren la vila, però els republicans es defensaren aferrissadament, i els obligaren a retrocedir; els soldats van matar alguns veïns en represàlia.
Aleshores, el brigadier Romualdo Crespo ideà un estratagema i va fer presoner Pere Caimó quan va anar a parlamentar amb els militars. Davant l'amenaça d'afusellar Caimó i l'anunci de l'arribada de reforços governamentals des de Barcelona, els revoltats es dispersaren el 9 d'octubre. En total es van produir 9 morts i 60 ferits, i Caimó fou dut presoner a Girona pels militars, on fou condemnat a mort en un consell de guerra. Finalment, però, fou bandejat pel general Prim.

## Hospital de campanya
Es poden consultar documents que parlen d'aquest conflicte armat amb més detalls un d'ells és la crònica de Pere Caimó. Aquí només parlarem que per atendre als ferits, a més de disposar de l'Hospital de la Bisbal, se'n va improvisar un altre de campanya o hospital de sang com eren anomenats, estava situat a la zona de can Tunyeca en uns terrenys propietat de can Sirvent i a una zona pròxima a la carretera Palamós - la Bisbal, on pròximes a ell s'hi havien construït barricades, perquè era una entrada a la població. Una nota de premsa publicada al diari Nuevo Distrito del dia 26 d'abril de l'any 1908, donava aquesta informació. Aquests hospitals improvisats disposaven de recursos precaris i acomplien una gran funció d'ajut les persones voluntàries i valentes per fer tasques com: aplicar compressió a una ferida sagnant per evitar el dessagnat del ferit, fer embenats, col·locar al lesionat en bona posició i abrigar-lo, ajudar els metges en els actes quirúrgics d'emergència, ajudar a immobilitzar extremitats fracturades, desinfecció de ferides i subministrar líquids analgèsics als ferits. Possiblement algunes d'aquestes tasques que van fer les voluntàries Anna Rocas Abrich i Isabel Vilà que van coincidir a la Bisbal ambdues motivades per atendre a ferits dels dos bàndols.
Segons Pere Caimó, hi va haver entre vuit i deu morts al camp de batalla i uns vuitanta ferits d'ambdós bàndols, però també es donen xifres més altes. Una estrofa de la cançó del 6 d'octubre diu: “Encara és alba fosca, se’n van ja espaborits, duhent vintidós carros de morts i ferits”.
El diari Nuevo Distrito del dia 26 d'abril de l'any 1908, publicava la següent informació:
| « | Escomesa sobtadament a causa d'un atac gripal va morir dimecres, dia 22 del corrent, a l'edat de 64 anys, Ana Rocas Abrich, esposa del nostre estimat amic i correligionari Zacaries Siró. El dia 6 d'octubre de 1869, trobant-se els republicans federals d'aquesta comarca acabdillats per Caymó en lluita armada amb les tropes del Govern provisional, la senyora Ana Rocas, es va convertir en heroïna del poble de la Bisbal, on va anar-hi acompanyant al seu marit en els perills de la lluita i amb la funció d'auxiliar els ferits d'un i altre bàndol. Durant aquesta benemèrita feina es mostrà tan experta i animosa que a prec dels facultatius de l'hospital de sang, va continuar prestant-los la seva valerosa ajuda fins a l'endemà, amb l'aplaudiment i gratitud de tots els caps de servei, essent des de llavors la primera a acudir a l'auxili de totes desgràcies que arribessin a comunicar-li a la seva vila natal de Palafrugell on era molt estimada. En reconeixement d'aquests mèrits contrets per la senyora Rocas de Siró, va ser que l'Ajuntament la preferís en l'ocupació que ja de vella va sol·licitar per tenir cura de la neteja del mercat públic, treball que complia amb satisfacció per a tot el veïnat i amb l'ajuda del seu espòs. A aquest i família els acompanyem en el just dolor que els embarga per tan sensible pèrdua. | » |

Pere Caimó, cabdill dels federals empordanesos publicava el següent relat sobre Isabel Vilà i Pujol: 
| « | Ja de nit, vam emprendre la marxa sobre la Bisbal, des d'on se’ns cridava amb gran d'insistència, arribant a aquesta vila a les deu de la mateixa nit. No puc deixar d'esmentar un fet que honora en gran mesura al bell sexe de la nostra província. Amb els republicans de Llagostera va venir una jove d'aquesta població, plena de joventut, ja que no havia complert els divuit anys, anomenada Isabel Vilà, jove virtuosa i fervent republicana, que des de llarg temps es vènia ocupant en proveir-se de fils, embenats i tot el necessari per a la cura dels ferits al camp de batalla, preveient que els seus preparatius podien ser algun dia d'immensa utilitat. En afecte, aquest dia arribà i abandonant la tranquil·litat i les dolçors de la llar domèstica, “trócolas “gustosa la jove heroïna pels atzars de la campana. La seva assídua assistència envers els ferits de la Bisbal, quedarà sempre gravada en la nostra memòria amb els indelebles caràcters de la gratitud. Tanta abnegació i patriotisme bé mereixen una distingida pàgina en els fastos de la insurrecció republicana. Excusat seria afegir que tots la respectaven com a la més estimada de les germanes". | » |

## Panteó en memòria a les víctimes

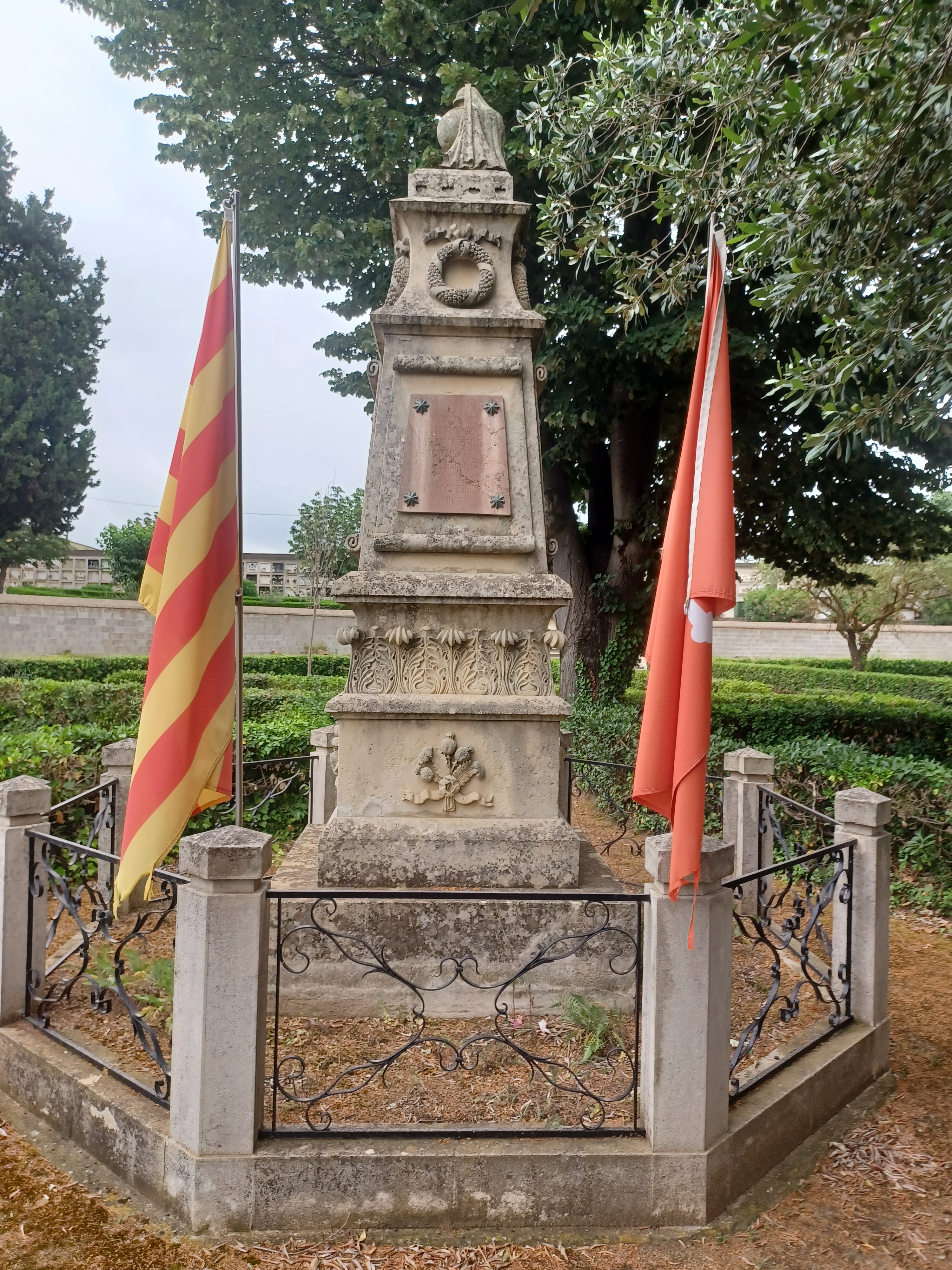
Panteó al cementiri de la Bisbal d'Empordà

Els bisbalencs que van morir lluitant o per motius derivats del conflicte van ser enterrats al cementiri vell. L'any 1888 el municipi va voler retre’ls homenatge i per aquest motiu van encarregant a l'escultor Ramon Casal la construcció d'un monòlit commemoratiu, monument fet de pedra artificial de base quadrada que s'estreny a mesura que agafa alçada donant-li una estètica d'obelisc. A la seva part superior hi ha dipositada l'urna on es diu que es guarden les despulles dels difunts.
Les despeses econòmiques generades per aquesta obra, van ser sufragades mitjançant les aportacions dels vilatans.
L'any 1931 el panteó va ser traslladat al nou cementiri que es troba indicat a un trencall de la carretera GIV 6441 que va de la Bisbal al poble de Fonteta (Forallac).
Durant el curs escolar 2012-13, un grup d'alumnes de la Bisbal que cursaven l'Ensenyament Secundari Obligatori (ESO de 12 a 14 anys), va presentar un projecte per procedir a la rehabilitació del monòlit i al mateix temps formalitzar l'apadrinament d'aquest simbòlic mausoleu amb l'objectiu de preservar-lo amb bones condicions.